# Qıpçaq
Qıpçaq è un comune dell'Azerbaigian situato nel distretto di Qax. Conta una popolazione di 616 abitanti.